# Месбахи, Мохамед
Мохамед Месбахи (род. 29 апреля 1969, Касабланка, Касабланка) — марокканский боксёр, представитель средних весовых категорий. Выступал за национальную сборную Марокко по боксу в 1990-х годах, бронзовый призёр чемпионата мира, чемпион Африки, победитель и призёр многих турниров международного значения, участник трёх летних Олимпийских игр.

## Биография
Мохамед Месбахи родился 29 апреля 1969 года в Касабланке, Марокко.
Впервые заявил о себе в боксе на взрослом международном уровне в сезоне 1991 года, когда вошёл в основной состав марокканской национальной сборной и выступил на международной турнире «Трофео Италия» в Венеции, где в зачёте первой средней весовой категории дошёл до стадии четвертьфиналов. Также в этом сезоне побывал на международном турнире «Таммер» в Тампере, откуда привёз награду серебряного достоинства.
В 1992 году выиграл серебряную медаль на чемпионате мира среди военнослужащих CISM в Орхусе, уступив в решающем поединке россиянину Александру Лебзяку, и одержал победу на чемпионате Африки в Йоханнесбурге. Благодаря череде удачных выступлений удостоился права защищать честь страны на летних Олимпийских играх в Барселоне — уже в стартовом поединке категории до 71 кг со счётом 3:5 потерпел поражение от представителя Сейшельских Островов Ривала Кадо и сразу же выбыл из борьбы за медали.
В 1995 году в среднем весе взял бронзу на чемпионате мира в Берлине, проиграв в полуфинале поляку Томашу Боровскому.
Выиграв Африканский олимпийский квалификационный турнир, благополучно прошёл отбор на Олимпийские игры в Атланте. На сей раз боксировал в категории до 75 кг и в первом бою вновь уступил Томашу Боровскому.
На Африканском олимпийском квалификационном турнире 2000 года в Каире взял верх над всеми соперниками по турнирной сетке и таким образом отобрался на Олимпийские игры в Сиднее. Здесь в стартовом поединке категории до 75 кг со счётом 5:9 потерпел поражение от представителя Украины Александра Зубрихина.